# ヘリ空母

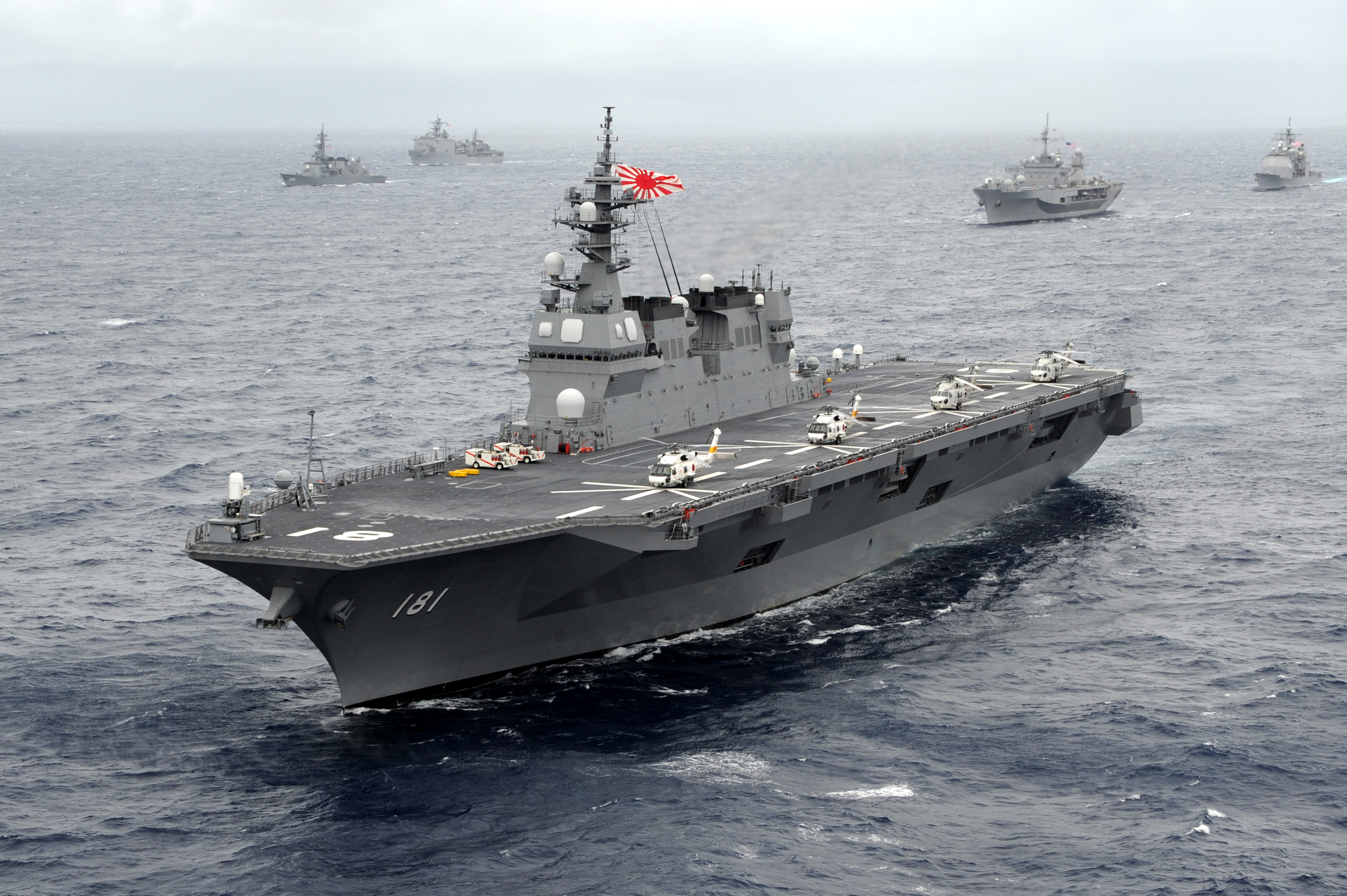
ヘリコプター搭載護衛艦 「ひゅうが」

ヘリ空母（ヘリくうぼ、英語: Helicopter carrier）とは、複数のヘリコプターを搭載し、それを離着させられる飛行甲板や格納庫などを備えた航空母艦。定義には幅があり、国際戦略研究所では、全通飛行甲板を備えて航空機の運用を主目的とし、かつ水陸両用作戦能力をもたないことを条件としているのに対し、ジェーン海軍年鑑では、飛行甲板が全通していない艦や、ヘリコプター揚陸艦もヘリ空母として扱っている。

## 上陸戦
ヘリコプターの発達に伴って、アメリカ海兵隊では、これを水陸両用作戦で活用するための研究に着手した。これはヘリボーンの戦術的な利点と同時に、部隊の集結・散開を迅速に行えるために戦術核兵器の標的になりにくいこと、また放射性物質を含んだ津波の影響も避けやすいことにも着目したものであった。1947年12月にはシコルスキーR-5を装備する実験飛行隊として第1海兵ヘリコプター飛行隊（HMX-1）が編成され、同機の貧弱な輸送力にもかかわらず、1948年5月の上陸演習「オペレーション・パッカードII」では護衛空母「パラオ」を母艦としたヘリボーンを実施して、その有用性を立証した。しかしながら、戦後の軍事予算削減に加えて、水陸両用作戦という作戦形態の将来性が疑問視されたことから、海兵隊のヘリコプターに関する研究はなかなか進捗しなかった。
その後、1950年9月の仁川上陸作戦で水陸両用作戦の価値が実証され、また朝鮮戦争を通じてヘリコプターの有用性が確認されたことから、1951年7月、海兵隊総司令官はヘリコプターによる空中強襲という構想を再検討することにした。これに伴い、その母艦となるヘリ空母も検討されるようになったが、この時点では、攻撃輸送艦（APA）および攻撃貨物輸送艦（AKA）に航空母艦としての機能を組み合わせたものとして、APA-MまたはAKA-Mと仮称されていた。1954年8月には、大西洋艦隊の水陸両用部隊（PHIBLANT）は、LSTにかえてAKA-Mを建造するように提言した。これらの議論を受け、空中強襲というコンセプトの妥当性について検討するため、1955年には、モスボールされていた護衛空母「セティス・ベイ」が強襲ヘリコプター空母 (CVHA) に改装された。これにより、同艦は、世界で初めてヘリコプター運用に適合させて改装された航空母艦となった。
その後、一回り大きな「ブロック・アイランド」を同様に改装することが計画された際に、これらの艦が航空母艦の保有枠を圧迫しないように揚陸艦のカテゴリに移すことになり、ヘリコプター揚陸艦（LPH）という新艦種が創設された。予算上の理由から同艦の改装はキャンセルされたものの、LPHとしてはイオー・ジマ級が新造されることになり、これは世界初の新造ヘリコプター空母となった。また同級の竣工までの漸進策として、エセックス級航空母艦3隻もボクサー級として改装された。
また1956年には、イギリス海軍も、兵員輸送艦に転用していたコロッサス級航空母艦2隻（「オーシャン」、「シーシュース」）艦上にヘリコプターを展開して、ヘリ空母としての運用を試みた。これらは同年の第二次中東戦争で実戦投入され、史上初めてヘリボーンによる水陸両用作戦を実施した。そして1959年から1962年にかけて、より大型のセントー級航空母艦2隻（「アルビオン」、「ブルワーク」）がコマンドー母艦（commando carrier）として改装されたが、これは実質的にヘリコプター揚陸艦と同様のものであった。ただしイギリス海軍は、その有用性を評価しつつも予算不足のために専用艦としては維持できず、また北大西洋条約機構（NATO）から対潜戦プラットフォームの拡充を要請されたこともあって、1973年に退役した「アルビオン」のかわりにコマンドー母艦として改装された「ハーミーズ」は、1976年には対潜空母として再改装されて、対潜戦と上陸戦の両方に用いられるようになった。これに続く対潜空母として1980年から就役したインヴィンシブル級でも兼務体制は継続され、コマンドー母艦としても行動できるよう、600名以上の海兵隊員の乗艦に対応した。フォークランド紛争後には、その教訓を踏まえて専用のヘリコプター揚陸艦の計画がスタートし、「オーシャン」が建造されたが、これも2018年には退役した。これに対しイタリア海軍では、軽空母として運用してきた「ジュゼッペ・ガリバルディ」について、後継となる「カヴール」の就役とともに固定翼機の運用を終了し、ヘリコプター揚陸艦として運用するようになっている。
一方、アメリカ海軍は、これらのヘリコプター揚陸艦の有用性を評価した結果、1971年から、更に大型で上陸用舟艇の運用にも対応するなど多機能な強襲揚陸艦としてタラワ級の建造に着手し、1989年からは発展型のワスプ級が就役を開始した。また2000年代に入ると、ミストラル級のように、アメリカ国外でも同種の艦艇が出現している。

## 対潜戦

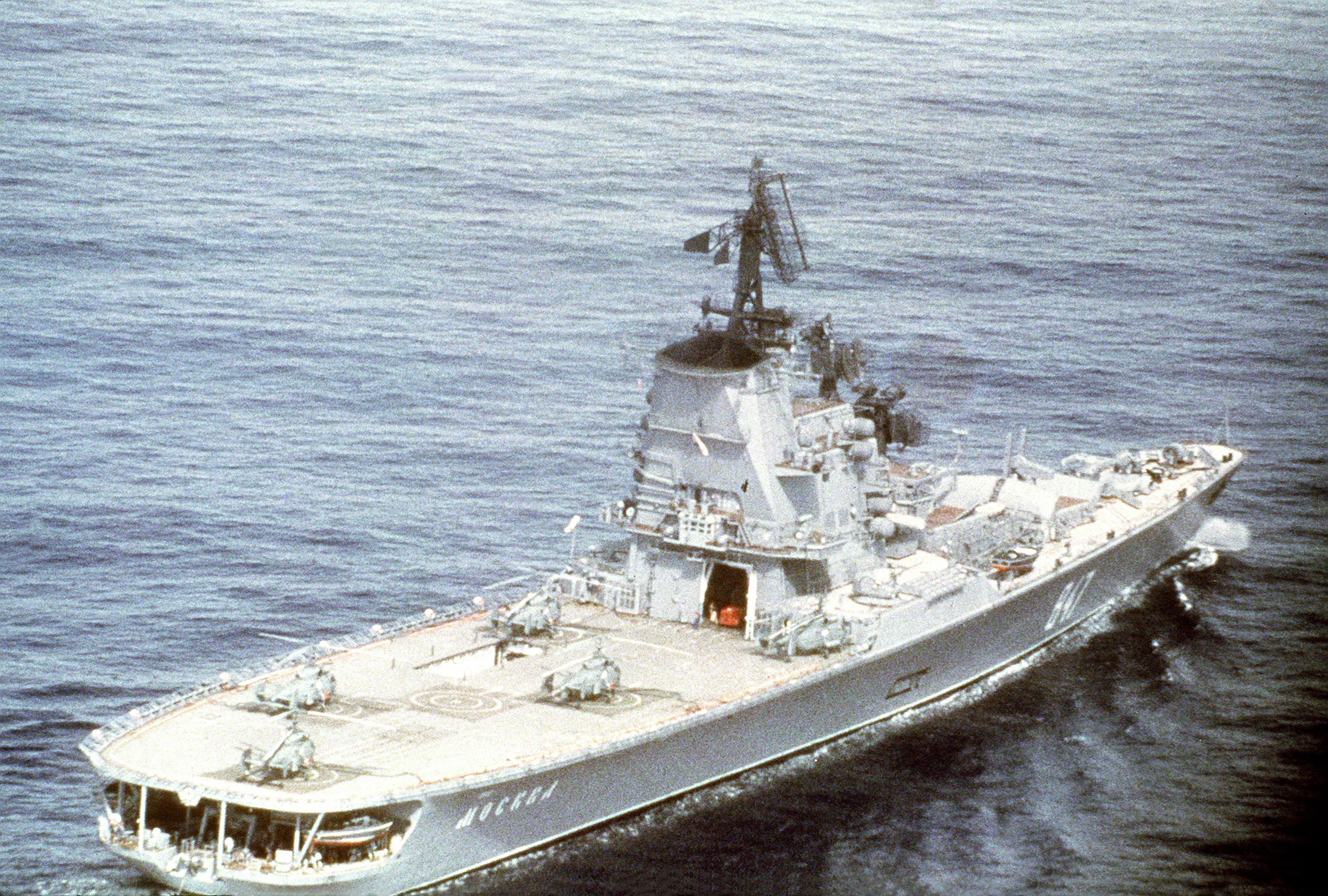
ヘリ巡洋艦「モスクワ」

第二次世界大戦中、護衛空母は対潜戦でも重要な役割を果たしたが、戦後、CATOBAR方式の対潜空母が運用する艦上哨戒機が広域対潜戦を担うようになるのにつれて、特に船団護衛における航空援護はヘリコプターが担当するようになっていった。大戦中より、既に艦載ヘリコプターの対潜戦での活用についての研究が着手されており、1945年2月にはHOS-1に吊下式ソナーを搭載する実験が行われた。戦後も研究が継続されており、アメリカ海軍は、1955年6月12日に艦籍にあった護衛空母（CVE）のうち30隻を護衛ヘリコプター空母（CVHE）に類別変更した。これは、戦時に哨戒ヘリコプターを搭載して船団護衛にあたることを想定した措置であったが、そのために特に改修されたわけではなかった。またスペイン海軍は、1967年よりアメリカ海軍の軽空母「カボット」の貸与を受けて（後に購入）「デダロ」として就役させ、ヘリ空母として運用した。
ソ連海軍では、政治的な理由から空母の保有がなかなか実現せず、まずは水上戦闘艦に艦載ヘリコプターを搭載して運用していたが、その経験から、各艦に分散配備するよりは複数機を集中配備したほうが効率的であると判断され、ヘリ空母の保有が志向されることになった。まずヘリコプター巡洋艦として1123型対潜巡洋艦（モスクワ級）が建造され、1967年より就役したのち、1975年からは、Yak-38艦上攻撃機の運用に対応して全通飛行甲板を備えた1143型航空巡洋艦（キエフ級）が就役を開始した。
イギリス海軍では、1950年代より、空母を補完するヘリ空母として護衛巡洋艦（escort cruiser）の計画が着手されたが、予算上の都合から新造がなかなか実現せず、まず1965年から1972年にかけてタイガー級巡洋艦2隻がヘリコプター巡洋艦として改装されたほか、上陸戦を担うコマンドー母艦も対潜空母を兼務するようになった。その後、正規空母の運用終了に伴って護衛巡洋艦の機能充実が図られることになり、最終的に、シーハリアー艦上戦闘機の運用に対応したインヴィンシブル級航空母艦（CVS）として結実して、1980年より就役を開始した。
アメリカ海軍も、ヘリコプター揚陸艦（LPH）としてイオー・ジマ級を建造する際には副次的に対潜戦への投入を想定してソノブイや短魚雷の搭載スペースを確保していたほか、1969年より、対潜ヘリコプター母艦（DHK）の計画に着手していた。これはハリアー搭載の制海艦（SCS）に発展し、1975年度予算から建造に入る予定だったが、結局実現しなかった。ただしスペイン海軍とタイ海軍向けに、その準同型艦および派生型が建造されたほか（「プリンシペ・デ・アストゥリアス」および「チャクリ・ナルエベト」）、強襲揚陸艦（LHD）としてワスプ級を建造する際には副次的に制海艦任務が付与され、続くアメリカ級では更に航空運用機能が強化されて、F-35Bを20機搭載しての「ライトニング空母」としての運用も検討されている。
イタリア海軍では法律・予算の制約から空母の保有がなかなか実現せず、まずヘリコプター巡洋艦（アンドレア・ドーリア級2隻と発展型の「ヴィットリオ・ヴェネト」）によって対潜防御を行っていた。その後、後継となる「ジュゼッペ・ガリバルディ」ではスキージャンプ勾配を有する全通飛行甲板を導入したものの、法的問題の解決が遅れたこともあり、当初は固定翼機を搭載せずに純粋なヘリ空母として運用していた。海上自衛隊も、第2次防衛力整備計画で検討していたヘリ空母（CVH）の計画が断念されたあとは、従来の護衛艦の延長線上でヘリコプターの運用能力を付与・強化したヘリコプター搭載護衛艦（DDH）を建造・運用していたが、その後継艦では全通飛行甲板が導入され、平成16年度からひゅうが型、また平成22年度からは発展型のいずも型が建造されており、これらはジェーン海軍年鑑ではヘリ空母として類別されている。